# 梁舜燕
梁舜燕（英語：Lily Leung Shun Yin；1929年1月7日—2019年8月13日），人稱「Lily姐」，原名梁淑貞，原祖籍廣東新會，是香港前話劇演員、生前是新聞主播及電視節目主持，及後以演出劇集為主的甘草演員，1966年英國麗的呼聲的年刊稱她是香港電視史上首位女演員，她曾效力麗的映聲（包括易名麗的電視及亞洲電視）以及無綫電視，並後來於新聞部任職及幕前演出等工作。另一方面為英國國家衛生美容評議會美容註冊會員和持有英國國家註冊衛生美容導師資格。其誼子為歌手李克勤。

## 生平

### 早年生活
梁舜燕祖籍廣東新會，于香港出生，出身小康之家，下有弟妹（其中胞妹梁舜筠曾是麗的映聲兒童節目主持），父親經營手捲煙絲舖。梁舜燕年僅14歲便加入春秋業餘聯誼社戲劇組擔任話劇《女店主》主角，並曾演出《雷雨》、《日出》、《女人女人》等。她就讀昔日位於中西區的培基學校，小學階段已參加校內的歌劇表演。一次在老師攜同下參加升中試，結果考獲6年中學免費學位，由是入讀庇理羅士女子中學，1949年畢業後因父親生意失敗而無法繼續升學，亦沒有直接投身演藝圈，在丈夫阮黎明穿針引線下接觸先施百貨公司老闆蔡氏的兒子，繼而加入該百貨公司任職毛巾部與香水部售貨員。當年她未滿18歲，因此報大歲數為19歲，以投身社會工作。入職百貨公司期間，梁舜燕曾擔任公司的時裝表演。在1957年4月之前，她已生下3名子女。

### 演藝之路
1950年代初，梁舜燕正處於懷孕階段；她於堅道至告羅士打行地段散步時看到一間琴行擺放在櫥窗的電視，引起了她對電視業界的興趣。最終在丈夫鼓勵下，在1957年向先施公司告假應徵麗的映聲中文部播音員一職。不久在1957年4月加入擔任電視播音員，負責木偶戲配音和主持《女人世界》、《麗的音樂會》兩個節目，又兼職報幕員，1960年便成為全職高級報幕員，同年起兼任話劇演員，1963年獲委派任（剛成立）麗的映聲中文台新聞報道員，曾於1964年至1967年連續4年獲得「最受歡迎電視女藝員」殊榮，更獲譽為香港最早的電視明星（黃霑在頒發「最受歡迎電視女藝員」獎當日看見3人的衣著，於是形容他們為白玫瑰、黃玫瑰及紅玫瑰，接著稱呼他們為「麗的三花」）或「香港第一電視女士」，因她是第一位簽約電視台的女藝人。此外，梁舜燕曾於1966年至1968年擔任麗的映聲藝員訓練班第1期及第2期藝員訓練班導師。
梁舜燕在1968年主動向麗的電視辭職，結束11年賓主關係。辭職原因出於麗的一方要求她作出取捨，只能當藝員而不能在外兼顧美客院業務及出任綺麗莎化妝品香港區營業經理一職。她未幾於1968年接受鍾景輝邀請出演《夢斷情天》而轉投無綫電視，同年在中環振邦大廈開設「舜燕儀容之家」儀態學校課程生意，會應邀出席儀態講座。她於1976年2月則因飲水思源而接納黃錫照邀請重返麗的電視（後易名亞洲電視），並一直效力至1989年。當年接近60歲（即根據遁還一個甲子之後）的她於1989年2月時就會履行與電視劇監製李沛權之間的承諾下，合約到期後重返無綫電視，演藝生涯更創高峯，晚年更演活了不少角色，代表作如仍有參與過的無綫演出，例如《真情》、《我愛牙擦蘇》、《刑事偵緝檔案》、《肥田囍事》、《溏心風暴之家好月圓》、《怒火街頭》等，當中以《真情》的「梁尚燕（上等人）」較為人熟悉，又於多套劇集裡扮演太后一角形象深入民心。1980年代末仍經營其化妝品代理生意。2004年，她於《萬千星輝賀台慶》中獲頒「萬千光輝演藝大獎」以嘉許其演藝成就。2000年代依然參與舞台劇活動，任思定劇社顧問。

### 逝世
2019年6月26日，梁舜燕出席電視城替曾勵珍舉辦的生日會，此乃其最後一次公開露面。《包青天再起風雲》為梁舜燕生前最後一套播放其有份演出的劇集。同年8月9日，她曾被謠傳到了晚年患上末期的淋巴癌而留院須治療及觀察。，同是上月5日再加上夏萍先後離世、直到13日中午12時她便於香港佛教醫院，在親人陪同下因身體機能衰竭而去世，享壽90歲。訃文由其孫兒阮浩棕透過社交平台及網站公佈，喪禮於9月5日在世界殯儀館舉行。

## 個人生活
梁舜燕於1949年10月2日嫁給同為春秋業餘聯誼社戲劇組戲劇組成員的話劇演員阮黎明，二人生了三名兒女。長子阮惠源是一名導演且曾任亞洲電視劇集監製，已故次子阮惠熊亦曾是麗的電視造型設計指導及演員。而其孫兒阮浩棕，即阮惠源之幼子，則是無綫電視藝員。次子阮惠熊因為減肥過度患上厭食症，1998年到菲律賓探望家姐其間突然器官衰竭離世。
工餘以外，梁舜燕曾在2000年代初擔任香港耆英協進會副主席。

## 演出作品
*以下列表只記錄梁舜燕演出過的影視作品，若有遺漏，請協助補充相關資料。

### 電視劇

#### 電視劇（麗的電視／亞洲電視）
| 首播   | 劇名                             | 角色     |
| 1957年 | 《幸福的家庭》                   |          |
| 1976年 | 《上下流》                       | 白太     |
| 1977年 | 《慾海花：陳圓圓》               | 太后     |
| 1978年 | 《追族》                         | 金周菁   |
| 1978年 | 《鱷魚淚》                       | 上官夫人 |
| 1978年 | 《巨星》                         | 楊憶萍   |
| 1978年 | 《浣花洗劍錄》                   | 白水娘娘 |
| 1979年 | 《怒劍鳴》                       | 毒黃蜂   |
| 1980年 | 《人在江湖》                     | 李力契娘 |
| 1980年 | 《大內群英》                     | 德妃     |
| 1980年 | 《大地恩情》                     | 容二奶奶 |
| 1980年 | 《驟雨中的陽光》                 | 周何妙容 |
| 1980年 | 《太極張三豐》                   | 霍都之母 |
| 1981年 | 《少年黃飛鴻》                   | 黃陳氏   |
| 1981年 | 《IQ成熟時》                     | 朱仔母   |
| 1981年 | 《武俠帝女花》                   | 吳妻     |
| 1981年 | 《天使危機》                     | 李玉蘭   |
| 1981年 | 《阿啦担梯》                     | Annie    |
| 1982年 | 《大將軍》                       | 慈禧太后 |
| 1982年 | 《天堂有路》                     | 董仙瓊   |
| 1982年 | 《家春秋》                       | 瑞珏母   |
| 1982年 | 《再見狂牛》                     | 梁月琴   |
| 1983年 | 《一江春水向東流》               | 尹母     |
| 1983年 | 《八美圖》                       | 徐綺霞   |
| 1983年 | 《新不了情》                     | 克勤母   |
| 1983年 | 《鐵膽英雄》                     | 王夫人   |
| 1984年 | 《天堂鳥》                       | 韋夫人   |
| 1984年 | 《雲海玉弓緣》                   | 谷夫人   |
| 1985年 | 《第四代》                       | 蕭映霞   |
| 1986年 | 《清末四大奇案之楊乃武与小白菜》 | 慈禧太后 |
| 1987年 | 《鐵血藍天》                     | 香沛旋   |
| 1987年 | 《啼笑姻緣》                     | 沈大娘   |
| 1987年 | 《天橋》                         | 羅淑慈   |
| 1988年 | 《賽金花》                       | 慈禧太后 |
| 1988年 | 《黑夜》                         | 黃杏如   |
| 1989年 | 《龍鳳喜迎春》                   | 包武氏   |
| 1989年 | 《安樂茶飯》                     | 池姑     |

#### 電視劇（無綫電視）
| 首播         | 劇名                   | 角色                         |
| 1968年       | 《夢斷情天》           | 李玉坤                       |
| 1970年       | 《心焰》               |                              |
| 1970年       | 《陋巷》               |                              |
| 1970年       | 《小城風光》           |                              |
| 1970年       | 《今夕何夕》           |                              |
| 1971年       | 《樑上君子》           |                              |
| 1971年       | 《巡按使》             |                              |
| 1971年       | 《詩禮傳家》           |                              |
| 1971年       | 《西施》               |                              |
| 1972年       | 《一家之主》           | 李君湄                       |
| 1972年       | 《星河》               | 吟芳                         |
| 1972年       | 《我愛夏日長》         |                              |
| 1973年       | 《懸崖》               | 珍姨                         |
| 1973年       | 《萍萍》               |                              |
| 1974年       | 《月黑風高》           |                              |
| 1974年       | 《太太團》             |                              |
| 1975年       | 《董小宛》             | 太后                         |
| 1975年       | 《紅樓夢》             | 王夫人                       |
| 1989年       | 《千外有千》           | 姚娟                         |
| 1990年       | 《成功路上》           |                              |
| 1990年       | 《同居三人組》         |                              |
| 1991年       | 《我係黃飛鴻》         | 蘭姨                         |
| 1991年       | 《浪族闊少爺》         | 李碧雲                       |
| 1991年       | 《橫財三千萬》         | 張愛                         |
| 1991年       | 《月兒彎彎照九州》     | 譚月嫦                       |
| 1992年       | 《我愛牙擦蘇》         | 鳳嬌                         |
| 1992年       | 《大賭場》             | 張月薇                       |
| 1992年       | 《血濺塘西》           | 大媽                         |
| 1993年       | 《天倫》               | 程若楠                       |
| 1993年       | 《壹號皇庭II》         | 賢母                         |
| 1993年       | 《雌雄大老千》         | 馬小芳                       |
| 1993年       | 《龍兄鼠弟》           | 陳慧卿                       |
| 1994年       | 《第三類法庭》         | 琴母                         |
| 1994年       | 《成日受傷的男人》     | 李洪笙                       |
| 1994年       | 《烈火狂奔》           | 王楚琴                       |
| 1994年       | 《方世玉與乾隆皇》     | 太后                         |
| 1994年       | 《再見亦是老婆》       | 儒母                         |
| 1995年       | 《親恩情未了》         | 徐婉華                       |
| 1995至1999年 | 《真情》               | 梁尚燕（上等人）             |
| 1996年       | 《笑傲江湖》           | 定閑師太                     |
| 1996年       | 《愛在暴風的日子》     | 駱俊之母                     |
| 1996年       | 《十三密殺令》         | 楊夫人                       |
| 1996年       | 《O記實錄II》          | 朱瑪莉                       |
| 1997年       | 《當女人愛上男人》     | 李欣                         |
| 1998年       | 《緣來沒法擋》         | 林施婉英                     |
| 1998年       | 《難兄難弟之神探李奇》 | 黃鶯                         |
| 1998年       | 《掃黃先鋒》           |                              |
| 1999年       | 《金玉滿堂》           |                              |
| 1999年       | 《布袋和尚》           | 太皇太后                     |
| 2000年       | 《無業樓民》           | 黎凡                         |
| 2000年       | 《撻出愛火花》         | 李詠儀                       |
| 2000年       | 《夢想成真》           | 冼少玲                       |
| 2000年       | 《楊貴妃》             | 太后                         |
| 2000年       | 《男親女愛》           | 宋秋棠（第14、17、19及70集） |
| 2000年       | 《大囍之家》           | 劉小梅                       |
| 2000年       | 《妙手仁心II》         | 羅許佩英                     |
| 2000年       | 《FM701》              | 禤茜荍                       |
| 2002年       | 《騎呢大狀》           | 林文氏                       |
| 2002年       | 《彩色世界》           | 程太                         |
| 2003年       | 《美麗在望》           | 鄔瑩                         |
| 2003年       | 《金牌冰人》           | 楊大媽                       |
| 2003年       | 《智勇新警界》         |                              |
| 2003年       | 《缱绻仙凡間》         | 太后                         |
| 2004年       | 《水滸無間道》         | 田婆婆                       |
| 2004年       | 《棟篤神探》           | 蓮                           |
| 2005年       | 《御用閒人》           | 燕媽                         |
| 2005年       | 《西廂奇緣》           | 皇太后                       |
| 2005年       | 《老婆大人》           | 拿督夫人                     |
| 2005年       | 《奪命真夫》           | 范飄香                       |
| 2005年       | 《人間蒸發》           |                              |
| 2005年       | 《識法代言人》         | 羅少芳                       |
| 2005年       | 《上海傳奇》           | 傻婆                         |
| 2006年       | 《法證先鋒》           | 李婆婆                       |
| 2006年       | 《鳳凰四重奏》         | 慈禧太后                     |
| 2006年       | 《肥田囍事》           | Lily                         |
| 2006年       | 《賭場風雲》           | 盧燕                         |
| 2007年       | 《溏心風暴》           | 卓王麗薇                     |
| 2007年       | 《牛郎織女》           | 王母                         |
| 2007–2008年  | 《同事三分親》         | 蘭                           |
| 2008年       | 《最美麗的第七天》     |                              |
| 2008年       | 《秀才愛上兵》         | 梁王氏                       |
| 2008年       | 《原來愛上賊》         | 莫蕙蘭                       |
| 2008年       | 《溏心風暴之家好月圓》 | 袁老太                       |
| 2009年       | 《老婆大人II》         | 拿督夫人                     |
| 2009年       | 《烈火雄心III》        | Mary                         |
| 2009年       | 《絕代商驕》           | 靚婆                         |
| 2009年       | 《有營煮婦》           | Susie                        |
| 2009年       | 《富貴門》             | 馬蔣卉翹                     |
| 2010年       | 《掌上明珠》           | 顏如玉                       |
| 2010年       | 《女王辦公室》         | Linda                        |
| 2010年       | 《天天天晴》           | 八姨                         |
| 2010年       | 《女人最痛》           | 陳好甜                       |
| 2010年       | 《刑警》               | 包鄔秀慧                     |
| 2011年       | 《隔離七日情》         | 繆素琴                       |
| 2011年       | 《誰家灶頭無煙火》     | 八姨婆                       |
| 2011年       | 《怒火街頭》           | 徐嬌                         |
| 2011年       | 《團圓》               | 萬花彤                       |
| 2011年       | 《潛行狙擊》           | 陳三妹                       |
| 2011年       | 《荃加福祿壽探案》     | 囧婆                         |
| 2011年       | 《不速之約》           | 法律顧問                     |
| 2012年       | 《4 In Love》          | 劉香                         |
| 2012年       | 《On Call 36小時》     | 夏梨                         |
| 2012年       | 《當旺爸爸》           | 麥老太                       |
| 2012年       | 《愛·回家》            | 李曾合群                     |
| 2012年       | 《雷霆掃毒》           | 廖金妹                       |
| 2012年       | 《名媛望族》           | 王笑歡                       |
| 2012年       | 《大太監》             | 佟佳氏                       |
| 2012年       | 《幸福摩天輪》         | 田婆                         |
| 2013年       | 《金枝慾孽貳》         | 恭太嬪                       |
| 2013年       | 《情逆三世緣》         | 土姐                         |
| 2013年       | 《On Call 36小時II》   | 夏梨                         |
| 2013年       | 《My盛Lady》           | 董顏麗卿                     |
| 2014年       | 《女人俱樂部》         | 容梁笑笑                     |
| 2014年       | 《我們的天空》         | 永新母                       |
| 2014年       | 《載得有情人》         | 祁謝巧蓮（Pauline）          |
| 2014年       | 《老表，你好hea！》    | 齊老太                       |
| 2014年       | 《醋娘子》             | 錢朱安寧（太君）             |
| 2015年       | 《樓奴》               | 七嬸                         |
| 2015年       | 《收規華》             | 燕姑                         |
| 2015年       | 《愛·回家 (第二輯)》   | 洛怡／李曾合群               |
| 2016年       | 《EU超時任務》         | 三婆                         |
| 2016年       | 《廉政行動2016》       | 蘭姨                         |
| 2016年       | 《純熟意外》           | 鄭好彩                       |
| 2016年       | 《城寨英雄》           | 左貞妙（三姨婆）             |
| 2017年       | 《味想天開》           | 齊五娘                       |
| 2017年       | 《同盟》               | 令蔣秀萍（令老太）           |
| 2017年       | 《愛回家之開心速遞》   | 陳老太（第128集）            |
| 2017年       | 《溏心風暴3》          | 許寶韻琴（Borenna、許老太）  |
| 2017年       | 《性在有情》           | Diana                        |
| 2018年       | 《三個女人一個「因」》 | 方范蘭茜（Frelancia 、范官） |
| 2018年       | 《天命》               | 崇慶皇太后                   |
| 2018年       | 《兄弟》               | 馬左艷芬 （Diana）           |
| 2019年       | 《好日子》             | 齊張結（燈婆）               |
| 2019年       | 《包青天再起風雲》     | 嬋                           |
| 2019年       | 《街坊財爺》           | 鄔羅亞彩（鄔老太）           |
| 2019年       | 《多功能老婆》         | 梅諾金爵士夫人               |
| 2020年       | 《黃金有罪》           | 唐羅淑美                     |
| 2022年       | 《鐵拳英雄》           | 宋戴艷青                     |

### 電影
- 大家樂（1975年）飾 阿B母
- 半斤八兩（1976年）飾 朱太
- 拳霸天下（Bloodsport）（1988年）飾 尚格雲頓（Jean-Claude Van Damme）師母
- Voices In The Wind（羅素[需要消歧义]主演）
- 翠絲（2018年）飾 翠絲

### 舞台劇
- 女店主（當年14歲）
- 陋巷（1962年）飾 白萍
- 清宮怨（1973年）
- 佳期近（1974年）

### 電視節目（麗的映聲）
- 麗的映聲試播的木偶戲（香港首個電視節目）飾 媽媽／女兒
- 新聞（香港首位新聞之花，與龐碧雲、黎婉玲合稱「麗的三花」）
- 全家福（香港電視史上首個遊戲節目）[13]
- 麗的音樂會
- 香港一周[13]
- 快樂生辰
- 影星生活[13]
- 女人世界（香港電視史上首個婦女節目，講解化妝及儀態）

### 其他演出
- 我的藝術生活特輯（1977年）（麗的電視）
- 歡樂今宵（無線電視）

### 廣告
- 1990年代至2010年代：唐太宗活絡油

## 獎項
- 麗的呼聲及星島日晚報聯合主辦：最受歡迎電視女藝員麗星金盃獎（第一屆至第四屆：1964年、1965年、1966年及1967年）
- 麗的電視英國總公司刊物：香港第一電視女士（The First Television Lady of HongKong）（1966年）
- 《香港年鑑》內有關於梁舜燕的篇幅
- 1996年香港電台主辦十大愛心之星
- 2004年萬千星輝賀台慶 - 萬千光輝演藝大獎

## 外部連結
- 梁舜燕在互联网电影资料库（IMDb）上的資料（英文）
- 梁舜燕在香港影庫上的簡介
- 梁舜燕在豆瓣上的资料（简体中文）
- 梁舜燕在时光网上的簡介（简体中文）